# Hyamia dorsippa
Hyamia dorsippa là một loài bướm đêm trong họ Noctuidae.